# 韦斯特林山区塞尔特斯
韦斯特林山区塞尔特斯（德語：Selters (Westerwald)），简称塞尔特斯（德語：Selters，發音：[ˈzɛltɐs] ⓘ），是德国莱茵兰-普法尔茨州韦斯特林山县的城市，面积8.7平方千米，人口为人。